# Ойславиці
Ойславиці (пол. Ojsławice) — село в Польщі, у гміні Радкув Влощовського повіту Свентокшиського воєводства.
Населення — 93 особи (2011).
У 1975-1998 роках село належало до Ченстоховського воєводства.

## Демографія
Демографічна структура на день 31 березня 2011 року:
|          | Загалом | Допрацездатний вік | Працездатний вік | Постпрацездатний вік |
| -------- | ------- | ------------------ | ---------------- | -------------------- |
| Чоловіки | 51      | 12                 | 30               | 9                    |
| Жінки    | 42      | 6                  | 21               | 15                   |
| Разом    | 93      | 18                 | 51               | 24                   |